# Radio Identification Code
Ein Radio Identification Code (kurz RIC, zu deutsch Funk-Identifikations-Nummer) ist ein Begriff aus der Funktechnik und wird verwendet, um im BOS-Funk digitale Funkmeldeempfänger und Sirenen mit digitalen Steuerempfängern anzusprechen und zu alarmieren. Die Übertragung erfolgt im POCSAG-Protokoll. Das Pendant bei der analogen Alarmierung ist die 5-Ton-Folge.

## Aufbau
Ein RIC ist eine siebenstellige, eindeutig zugewiesene Nummer. Die Zuweisung erfolgt wahlweise personenbezogen, gruppenspezifisch oder fahrzeuggebunden. Jeder RIC (z. B. 1234567) hat zusätzlich vier sogenannte Sub-RICs (Unteradressen) a-d. Somit repräsentiert ein RIC vier „Schleifen“. Die Alarmierung erfolgt immer direkt auf ein Sub-RIC, niemals auf einen übergeordneten RIC. Die Belegung der Sub-RICs ist je nach Organisation unterschiedlich. Eine mögliche Belegung könnte sein:
| (Sub-)RIC | Bedeutung         |
| --------- | ----------------- |
| 1234567 a | Einsatz           |
| 1234567 b | Einsatz ohne Eile |
| 1234567 c | Rückmeldung       |
| 1234567 d | Probealarm        |

## Alarmierung
Die Aussendung der RIC und der Meldungsdaten erfolgt auf einem Kanal im VHF- oder UHF-Bereich. Je nach Netzaufbau und -topologie sowie gewünschter Alarmierungsgeschwindigkeit sind im BOS-Funk verschiedene Baudraten implementiert: 512, 1200 oder 2400 Baud.

## Besonderheiten
Im Gegensatz zu den analogen 5-Ton-Folgen ist es bei einem POCSAG-Telegramm möglich, zusätzliche Kurztexte (z. B. genauer Einsatzort, Lagemeldung, Koordinaten für Navi-System) an den Träger eines digitalen Funkmeldeempfänger zu verschicken. Dafür muss jedoch das Gerät geeignet sein.